# الاختلافات النصية في سفر أعمال الرسل
الاختلافات النصية في سفر أعمال الرسل (بالإنجليزية:  Textual variants in the Acts of the Apostles)‏ هي موضوع الدراسة التي تسمى النقد النصي للعهد الجديد .تنشأ الاختلافات النصية في المخطوطات عندما يقوم الناسخ بإجراء تحريفات متعمدة أو غير مقصودة على النص الذي يتم إعادة إنتاجه. وترد في هذه المقالة أدناه قائمة مختصرة من المتغيرات النصية في هذا الكتاب بالذات.

## الاختلافات النصية الموجودة

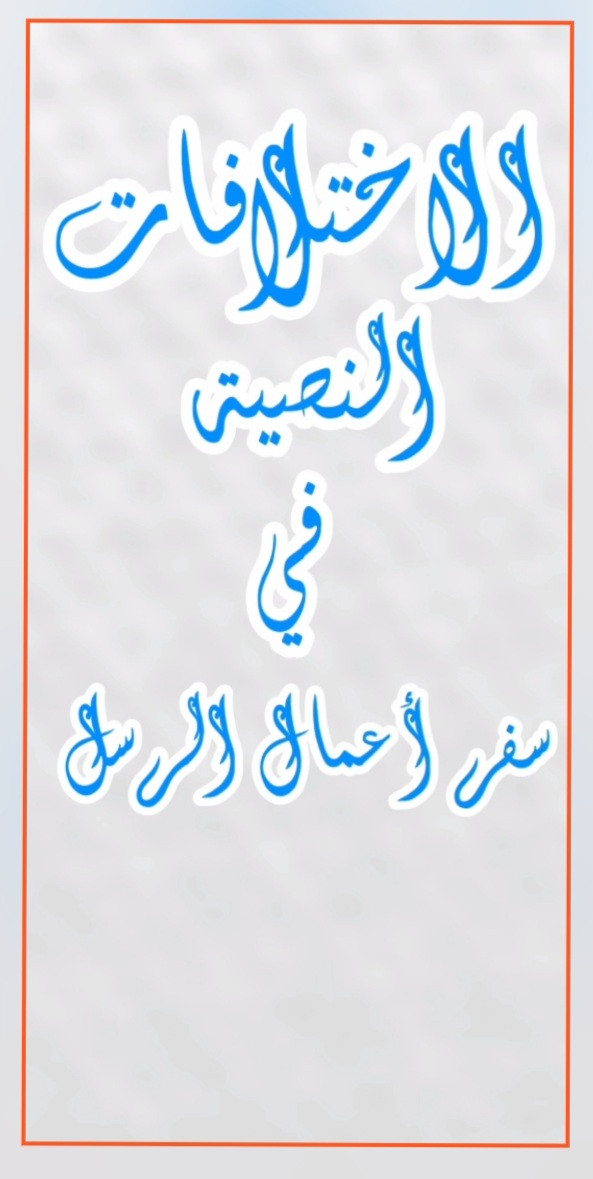
الاختلافات النصية في سفر أعمال الرسل

### كلمات محذوفة أو مضافة
"ولكن سيلا رأى أن يبقى هناك، فرجع يهوذا وحده." ( أعمال الرسل 15: 34 ) في التراجم العربية ,التي فيها حذف جملة, {فرجع يهوذا وحده} (الفانديك) التي تحتوي على الزيادة (الحياة) (المشتركة) (البولسية)  التي حذفت النص كليا (اليسوعية) (الكاثوليكية) وكما بعض تراجم الانجليزية والفرنسية تقوم اما بحذف جملة او اضافته, المخطوطات التي حذفت النص كليا النص الاسكندري ( السينائية والفاتيكانية والاسكندرية ) وفي بعض نسخ اليونانية, التي تحتوي على الزيادة النص اللاتيني 
"وَلَمَّا أَتَيْنَا إِلَى رُومِيَةَ سَلَّمَ قَائِدُ الْمِئَةِ الأَسْرَى إِلَى رَئِيسِ الْمُعَسْكَرِ، وَأَمَّا بُولُسُ فَأُذِنَ لَهُ أَنْ يُقِيمَ وَحْدَهُ مَعَ الْعَسْكَرِيِّ الَّذِي كَانَ يَحْرُسُهُ." (أعمال الرسل 28: 16). التراجم العربية ,التي فيها حذف جملة,{سَلَّمَ قَائِدُ الْمِئَةِ الأَسْرَى إِلَى رَئِيسِ الْمُعَسْكَرِ} (الحياة) (المشتركة) (المبسطة)(البولسية) (اليسوعية) (الكاثوليكية), بعض تراجم الانجليزية تقوم اما بحذف جملة او اضافته, المخطوطات التي حذفته,السينائية والفاتيكانية من القرن الرابع والاسكندرية من القرن الخامس ومعظم مخطوطات الفلجاتا والبشيتا من القرن الرابع وبعض نسخ اليونانية.
"«هذَا هُوَ مُوسَى الَّذِي قَالَ لِبَنِي إِسْرَائِيلَ: نَبِيًّا مِثْلِي سَيُقِيمُ لَكُمُ الرَّبُّ إِلهُكُمْ مِنْ إِخْوَتِكُمْ. لَهُ تَسْمَعُونَ." ( أعمال الرسل 7: 37) التراجم العربية ,التي حذفت جملة {لَهُ تَسْمَعُونَ} ( الحياة) (المشتركة) (المبسطة) (البولسية) (اليسوعية) (الكاثوليكية) بعض تراجم الانجليزية تقوم بحذف جملة او اضافته ,المخطوطات التي حذفته هي السينائية والاسكندرية والفاتيكانية ومخطوطات البيزنطية والقبطي الصعيدي وبعض نسخ اليونانية.
"وَلَمَّا رَأَى سِيمُونُ أَنَّهُ بِوَضْعِ أَيْدِي الرُّسُلِ يُعْطَى الرُّوحُ الْقُدُسُ قَدَّمَ لَهُمَا دَرَاهِمَ" ( أعمال الرسل 8: 18). اغلب التراجم الانجليزية تضيف كلمة {الْقُدُسُ} , مخطوطات التي حذفت {الْقُدُسُ} السينائية والفاتيكانية والصعيدي وبعض نسخ اليونانية.

### اختلاف في معنى النص
وَبَعْدَ مَا صَرَفَ عِنْدَهُمْ (ثَمانِيَةَ أَوْ عَشَرَةَ / أَكْثَرَ مِنْ عَشَرَةِ) أَيَّامٍ انْحَدَرَ إِلَى قَيْصَرِيَّةَ. وَفِي الْغَدِ جَلَسَ عَلَى كُرْسِيِّ الْوِلاَيَةِ وَأَمَرَ أَنْ يُؤْتَى بِبُولُسَ. (أعمال الرسل 25: 6 ) التراجم العربية,  التي كتبت {ثَمانِيَةَ أَوْ عَشَرَةَ} ( البولسية) ( الكاثوليكية) ( الحياة) (اليسوعية) (المبسطة), التي كتبت {أَكْثَرَ مِنْ عَشَرَةِ} (فاندايك) المخطوطات التي كتبت {ثَمانِيَةَ أَوْ عَشَرَةَ} السينائية والفاتيكانية من القرن الرابع والإسكندرية من القرن الخامس ولكن بعض مخطوطات السينائية والفاتيكانية كتب {أَكْثَرَ ثَمانِيَةَ أَوْ عَشَرَةَ} ومخطوطات من القرن الثامن والقرن العاشر و ترجمات الفلجاتا والبحيري وبعض نسخ اليونانية.
اِحْتَرِزُوا إِذًا لأَنْفُسِكُمْ وَلِجَمِيعِ الرَّعِيَّةِ الَّتِي أَقَامَكُمُ الرُّوحُ الْقُدُسُ فِيهَا أَسَاقِفَةً، لِتَرْعَوْا كَنِيسَةَ (اللهِ/الرب/الرب واللهِ/الرب والإله) الَّتِي اقْتَنَاهَا بِدَمِهِ ( أعمال الرسل 20: 28) جميع التراجم العربية كتبت {كنيسة الله} الا ترجمة '' النسخة الارثوذكسية' كتبت {الرب والإله} تُستخدم نسخة العهد الجديد هذه باللغة العربية داخل مجتمع الروم الأرثوذكس في الشرق الأوسط, بعض تراجم الانجليزية كتبت {الله} وبعض {الرب} وبعضها كتب {الرب و الله}. مخطوطات, التي كتبت {الرب} المخطوطات الاسكندرية من القرن الخامس وبردية 74 من القرن السابع وبيزا من القرن الخامس وبعض نسخ اليونانية, التي كتبت {الرب و الله} الافرايمية من القرن الخامس والبيزنطية وبعض نسخ اليونانية.

## مقلات ذات صلة
- الاختلافات النصية في الرسالة إلى العبرانيين
- الاختلافات النصية في إنجيل يوحنا
- الاختلافات النصية في سفر التكوين
- الاختلافات النصية في رسالة يوحنا الأولى
- الاختلافات النصية في رسالة رومية
- الاختلافات النصية في إنجيل مرقس